# Глибе, Эрих
Эрих Глибе (англ. Erich Gliebe, родился в 1963 году, Кливленд, штат Огайо) — американский политик, сторонник идеи превосходства белых, председатель ныне несуществующего «Национального альянса». В молодости Глибе был профессиональным боксёром, выступал под прозвищем «Арийский Варвар».
Отец Эриха служил в вермахте в годы Второй мировой войны, сам он стал известным в Национальном альянсе как лидер местного подразделения организации в Кливленде. При поддержке Уильяма Пирса стал менеджером музыкального лейбла Resistance Records в 1999 году, который принадлежал Национальному альянсу. Он увеличил выручку лейбла, появились новые группы, организовывались правые музыкальные фестивали и концерты. Для Глибе, по его собственному утверждению, это служило средством политической работы с молодёжью.
После смерти Пирса в июле 2002 года Глибе был избран новым председателем. Под его руководством Национальный альянс испытал кризис. Участники организации были недовольны рядом заявлений и решений Глибе. В апреле 2005 года от Национального альянса отделяется Национальный авангард под руководством Кевина Строма. Глибе передал лидерство Шону Уокеру, но возобновил руководство Национальным альянсом после того, как его преемник был обвинён в нарушении гражданских прав (в 2007 году Уокер был осуждён на 7 лет). Стремительно произошло значительное снижение количества членов Национального альянса. В 2013 году была организована продажа имущества организации в Хиллсборо (штат Западная Вирджиния). В сентябре 2013 года Глибе заявил о роспуске Национального альянса.
В апреле 2009 года Глибе попал в список лиц, которым запрещён въезд в Великобританию.